# Zenó de Verona
|  | Per a altres significats, vegeu «Zenó (desambiguació)». |

Zenó (Zenon, Ζήνων), en italià Zenone) (Nord d'Àfrica, ca. 300 - Verona, 371 o 380) fou un bisbe de Verona. És venerat com a sant per diferents confessions cristianes.

## Biografia
La seva història es basa en fonts tardanes, algunes d'elles de dubtosa historicitat. Segons Coronato, un notari del segle vii, Zenó era nascut a la Mauretania, al nord d'Àfrica. Autors com Antoni Borrelli pensen que és improbable, ja que en aquells moments de persecució era difícil viatjar d'Àfrica a Itàlia. Podria haver estat fill d'un funcionari africà que fos traslladat a Itàlia o, segons alguns, un seguidor d'Atanasi d'Alexandria que el va acompanyar quan visità Verona en 340. L'estil dels sermons que li són atribuïts revelen un estil similar al d'alguns autors africans del moment, amb un ús freqüent de neologismes i jocs de paraules.
Ja a Verona, Zenó ingressà en un monestir, vivint-hi fins al 363, quan fou elegit successor de Gricini, bisbe de Verona. Va batejar molta gent i va convertir molts arrians. Va formar els clergues per treballar millor, fundà un monestir femení i va reformar la celebració de la festa cristiana de l'àgape i del baptisme d'adults, a més de prohibir que a les misses funerals els assistents fessin, com era costum, grans crits i lamentacions. A més, personalment vivia en una gran austeritat.
El seu bisbat va durar fins que va morir cap al 380 o 381 o, segons fonts tradicionals, al 371.
Els martirologis antics el qualifiquen de confessor de la fe i, per tant, no havia mort màrtir, com també diu el seu contemporani Ambròs de Milà. Gregori el Gran, però, diu que va ésser màrtir. Possiblement, va patir persecució durant els regnats de Constanci II i Julià l'Apòstata.

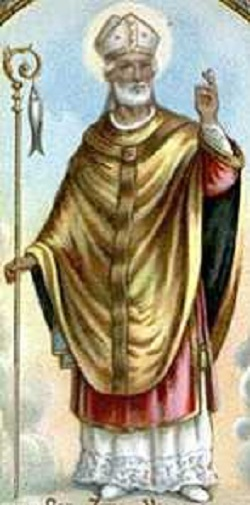
Estampa devocional
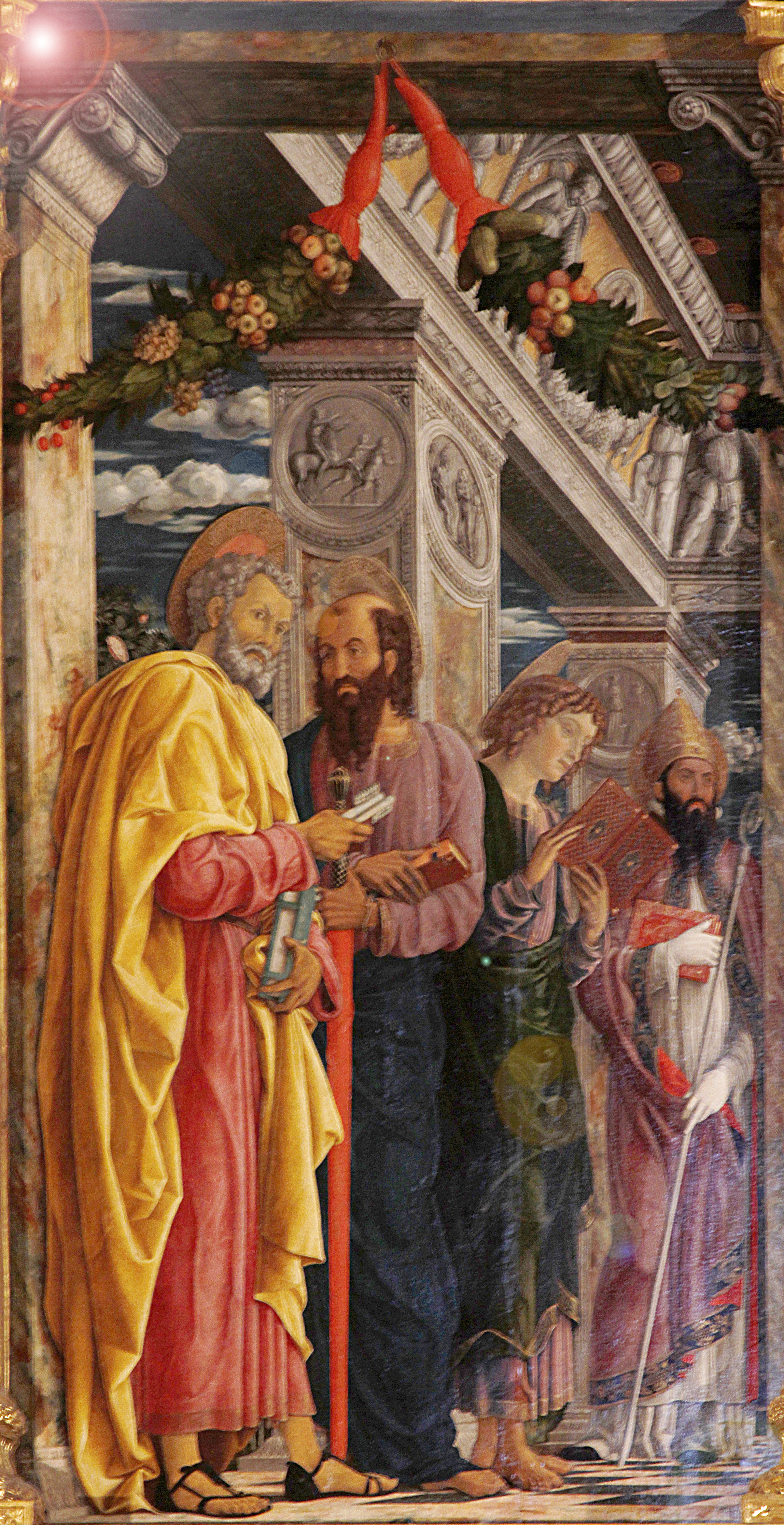
Pintura d'Andrea Mantegna, 1459, a l'altar de S. Zeno de Verona; Zenó és el bisbe de la dreta
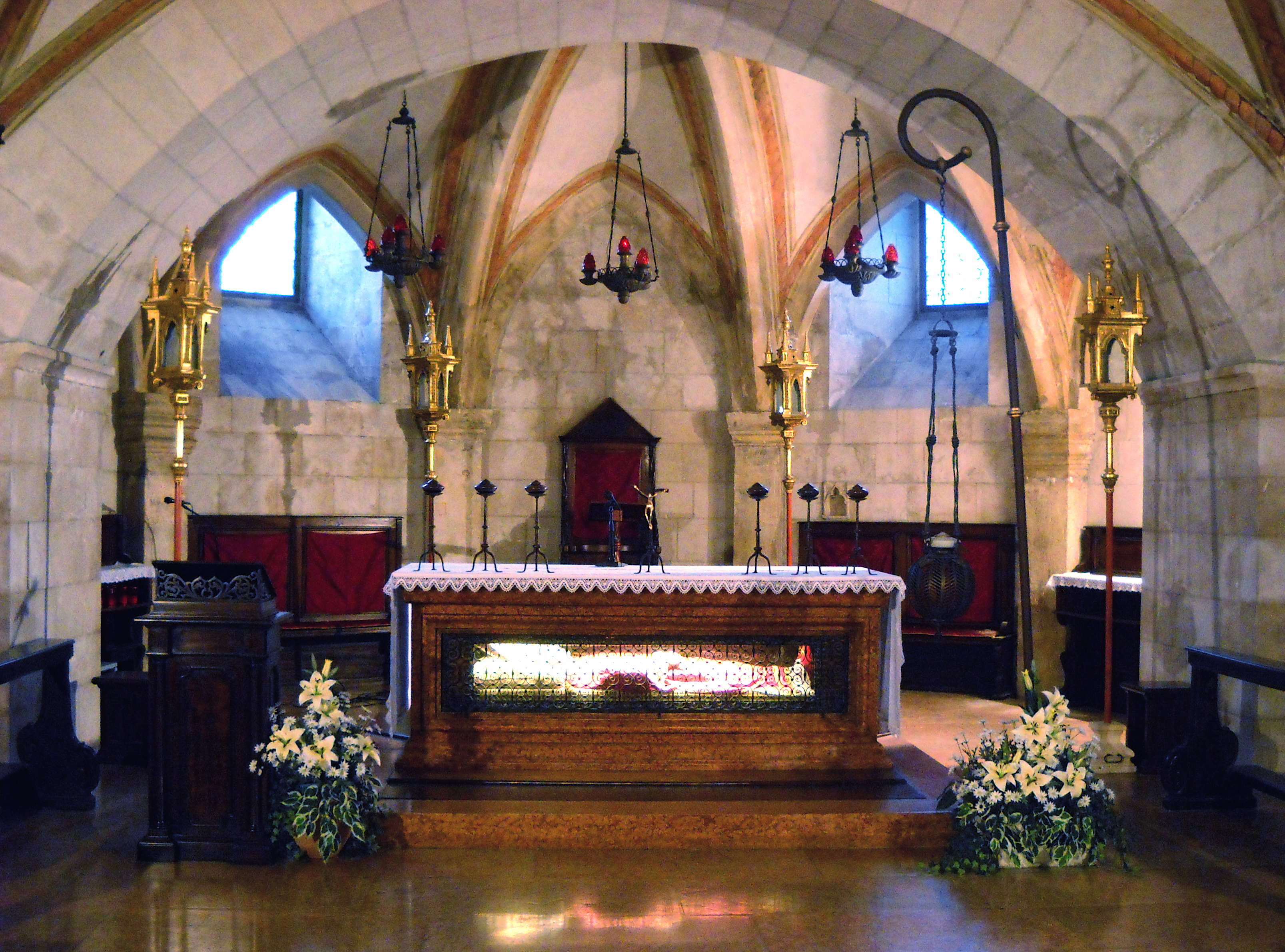
Cripta i relíquies a S. Zeno Maggiore (Verona)
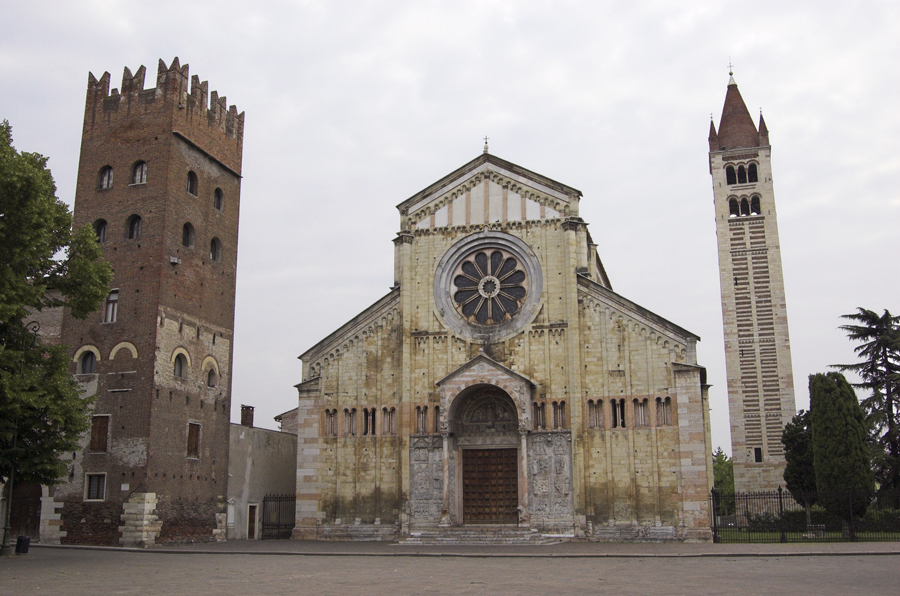
San Zeno Maggiore de Verona

## Obres
El 1508 es va publicar a Venècia un llibre amb 105 sermons de Sant Zenó trobats a la biblioteca episcopal de la ciutat. Pel seu contingut quedava clar que eren d'una època més tardana; es va establir la hipòtesi que els sermons foren compilats a partir d'escrits de diversos autors eclesiàstics i van rebre el nom de Zenó perquè aquest n'era el primer. Un estudi acurat va determinar que 93 dels sermons sí que eren obra seva (16 de llargs i la resta curts). En general són exegètics, sobre assumptes de l'Antic Testament i sovint presenten elements antisemítics.

## Veneració
Una carta d'Ambròs al bisbe Siagri de Verona parla de la santedat de Zenó. Cap al 415, el bisbe Petroni de Verona escriu sobre les virtuts del sant i confirma que ja hi ha un culte dedicat a Sant Zenó.
La seva festivitat litúrgica se celebra el 12 d'abril; a Verona, també el 21 de maig, dia de la translació de les seves relíquies. La tradició senyala que Zenó edificà la primera basílica de la ciutat, on avui n'hi ha la catedral. L'actual basílica de San Zeno va ésser consagrada el desembre de 806 en presència de Pipí, fill de Carlemany, i els bisbes de Cremona i Salzburg. El temple actual és dels segles XII-XIV.
També és dedicada a Zenó la catedral de Pistoia.

### Llegendes
Quan va néixer, un dimoni el va raptar i va substituir-lo per un fill seu, però va ésser descobert i retornat.
Un dia, Zenó pescava a la ribera del riu Adige per procurar-se el menjar, i va veure un pagès que travessava el riu amb el seu carro i un cavall. Els cavalls van començar a mostrar-se estranyament inquiets i Zenó, veient que era obra del diable, va fer el senyal de la creu i es van calmar.
Va treure el dimoni que havia posseït una filla de Gal·liè i aquest, agraït, donà als cristians llibertat de culte.

## Sants Zenó i Verona de Tarragona
Una tradició, avui oblidada, i clarament ocasionada per una confusió en la lectura del martirologi, va fer que es parlés dels sants Zenó i Verona, màrtirs a Tarragona al 260, durant l'època romana. Només consten en alguns santorals locals fins al començament del segle xx, amb la festivitat el 12 d'abril, com el Zenó veritable.